# Étinehem
Étinehem (picardisch: Étinin) ist eine Commune déléguée in der nordfranzösischen Gemeinde Étinehem-Méricourt  mit 383 Einwohnern (Stand 1. Januar 2022) im Département Somme in der Region Hauts-de-France. 

## Geographie
Der am rechten Ufer der hier mäandrierenden und durch Teiche erweiterten Somme gelegene Ort liegt rund drei Kilometer südwestlich von Bray-sur-Somme. Das Gebiet wird nördlich des bebauten Bereichs von der Départementsstraße D1 durchzogen. Südlich von Étinehem lag der untergegangene Ort Hébuterne. Auch der Ort Petit-Hem existiert nicht mehr.

## Toponymie und Geschichte
In Richtung zum Nachbarort Chipilly wurden Spuren einer Römerstraße gefunden.
Der Ort, der vermutlich der Abtei Corbie gehörte, hieß ursprünglich Stephani-hamus.
1636 wurde Étinehem durch die spanische Armee verwüstet.
Étinehem erhielt als Auszeichnung das Croix de guerre 1914–1918.
Mit Wirkung vom 1. Januar 2017 wurden die früheren Gemeinden Étinehem und Méricourt-sur-Somme fusioniert und bilden seitdem die Commune nouvelle Étinehem-Méricourt. Sie gehörte zum Arrondissement Péronne und Kanton Albert.

## Einwohner
| 1962 | 1968 | 1975 | 1982 | 1990 | 1999 | 2006 | 2010 |
| ---- | ---- | ---- | ---- | ---- | ---- | ---- | ---- |
| 315  | 284  | 289  | 278  | 279  | 279  | 314  | 347  |

## Sehenswürdigkeiten
- Die Kirche Saint-Pierre aus dem Jahr 1866.
- Die Sankt-Anna-Kapelle.
- Windmühle (ruinös).
- Der Soldatenfriedhof (Cimetière de la Cote Quatre-Vingts).